# Wikimedia RU

Wikimedia RU (ros. Некоммерческое Партнёрство «Викимедиа РУ») – organizacja non-profit utworzona w 2008 r., lokalny partner Wikimedia Foundation na terenie Rosji.
W latach 2006, 2007, 2009, 2010, 2012, 2014 organizacja była wyróżniana nagrodą Runetu.